# وندنس ان ائوکسیس
وندنس ان ائوکسیس (به فرانسوی: Vandenesse-en-Auxois) یک کمون در فرانسه است که در Canton of Pouilly-en-Auxois واقع شده‌است.

## خصوصیات
وندنس ان ائوکسیس ۱۱٫۲۵ کیلومترمربع مساحت و ۲۷۵ نفر جمعیت دارد و ۳۶۰ متر بالاتر از سطح دریا واقع شده‌است.